# DL Близнецов
DL Близнецов (лат. DL Geminorum) — двойная звезда в созвездии Близнецов на расстоянии (вычисленном из значения параллакса) приблизительно 16 035 световых лет (около 4 916 парсек) от Солнца. Видимая звёздная величина звезды — от +13m до +11,2m.
Открыта Куно Хофмейстером в 1934 году.

## Характеристики
Первый компонент — оранжевая пульсирующая полуправильная переменная звезда типа SRA (SRA) спектрального класса K. Эффективная температура — около 4080 К.
Второй компонент удалён на 10 угловых секунд.